# Християн Кировски
Християн Кировски (на македонска литературна норма: Христијан Кировски) (роден на 12 октомври 1985 г.) е северномакедонски футболист, нападател.. Национал на своята страна, с два изиграни мача.